# Тересін (Бжезінський повіт)
Тересін (пол. Teresin) — село в Польщі, у гміні Дмосін Бжезінського повіту Лодзинського воєводства.
Населення — 54 особи (2011).
У 1975-1998 роках село належало до Скерневицького воєводства.

## Демографія
Демографічна структура станом на 31 березня 2011 року:
|          | Загалом | Допрацездатний вік | Працездатний вік | Постпрацездатний вік |
| -------- | ------- | ------------------ | ---------------- | -------------------- |
| Чоловіки | 31      | 6                  | 20               | 5                    |
| Жінки    | 23      | 3                  | 13               | 7                    |
| Разом    | 54      | 9                  | 33               | 12                   |